# Falsicingula aleutica
Falsicingula aleutica is een slakkensoort uit de familie van de Falsicingulidae. De wetenschappelijke naam van de soort is voor het eerst geldig gepubliceerd in 1887 door Dall.